# Phos senticosus
Phos senticosus là một loài ốc biển, là động vật thân mềm chân bụng sống ở biển trong họ Buccinidae.

## Miêu tả
Loài này có kích thước giữa 25 mm and 50 mm

## Phân bố
Loài này có ở Seychelles và Nouvelle-Calédonie

## Hình ảnh

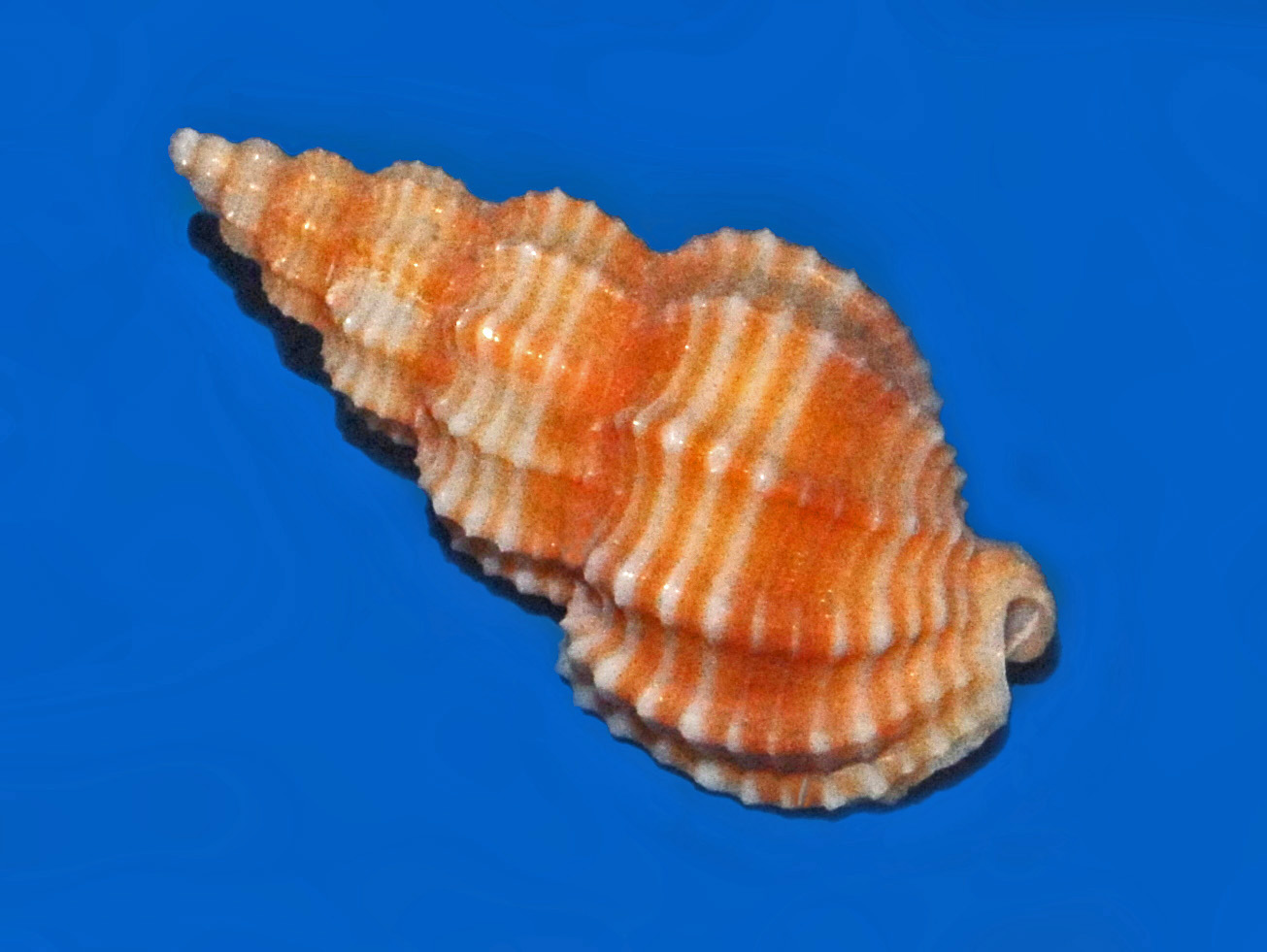